# Jusselle
Jusselle es una antigua sopa tipo caldo a base pan rallado, huevos, azafrán y savia. Todos los ingredientes se hervían juntos formando un caldo.

## Origen
Se cree que el platillo se originó en el juscellum de la Antigua Roma, el cual aparece descrito en el De re coquinaria del gastrónomo Marco Gavio Apicio, un libro de recetas romano que se cree fue escrito en su forma actual hacia finales del siglo IV o comienzos del siglo V. En latín, juscellum o juscullum es "un diminutivo de jus, caldo", o "sopa". El nombre siciliano del platillo  sciusceddu procede de la palabra juscellum.